# متنزه بيناكل الحكومي وملعب للجولف
تبلغ مساحة متنزه بيناكل الحكومي وملعب الجولف 714 أكر (2.89 كـم2)  متنزه الولاية الواقعة في مقاطعة ستوبين، نيويورك. يقع المتنزه جنوب غرب مدينة كورنينغ في بلدة أديسون شرق قرية أديسون.

## وصف المتنزه
يوفر متنزه بيناكل الحكومي صيد الأسماك، والمشي لمسافات طويلة على 11 ميل (18 كـم) من الممرات، والصيد (الغزلان والديك الرومي، واللعبة الصغيرة في الموسم),والتزلج الريفي- على الثلج.
تم وضع علامة على القسم الأول من الممر الشرقي العظيم  في نيويورك بيناكل ستيت بارك في عام 2008.
تم تشغيل ملعب غولف من 9حفر مع طاولات نزهة وأجنحة، ومنزل ,وكان بيت النادي سابقًا في هذا الموقع، ولكن تم إغلاقه في عام 2017.